# Lagochilus
Lagochilus — рід трав і напівчагарників родини глухокропивові (Lamiaceae).
Рід включає 45 видів, які ростуть на території Середньої Азії і Близького Сходу.
Листя прості, посаджені на черешках, розташування супротивне. Квітки зигоморфні.
Найвідоміший вид цього роду — Lagochilus inebrians, застосовуваний в лікарських цілях.

## Види[1][2]
1. Lagochilus acutilobus (Ledeb.) Fisch. & C.A.Mey. - Казахстан, Узбекистан
2. Lagochilus alutaceus Bunge - Іран
3. Lagochilus androssowii Knorring - Казахстан
4. Lagochilus aucheri Boiss. - Іран
5. Lagochilus balchanicus Czerniak. - Туркменістан
6. Lagochilus botschantzevii Kamelin & Tzukerv. - Таджикистан, Узбекистан
7. Lagochilus bungei Benth. - Казахстан, Сіньцзян, Монголія
8. Lagochilus cabulicus Benth. - Кавказ, Іран, Афганістан, Пакистан, західні Гімалаї на північ Індії, Туркменістан
9. Lagochilus cuneatus Benth. - Афганістан, Пакистан
10. Lagochilus diacanthophyllus (Pall.) Benth. - Казахстан, Узбекистан, Киргизстан, Сіньцзян
11. Lagochilus drobovii Kamelin & Tzukerv. - Киргизстан
12. Lagochilus grandiflorus C.Y.Wu & S.J.Hsuan - Сіньцзян
13. Lagochilus gypsaceus Vved. - Таджикистан, Узбекистан, Туркменістан
14. Lagochilus hindukushi Kamelin & Gubanov - Афганістан
15. Lagochilus hirsutissimus Vved - Узбекистан, Киргизстан, Таджикистан
16. Lagochilus hirtus Fisch. & C.A.Mey. - Казахстан, Сіньцзян
17. Lagochilus hispidus (Bél.) Fisch. & C.A.Mey. - Іран
18. Lagochilus ilicifolius Bunge ex Benth. - Республіка Тува, Монголія, Ганьсу, Внутрішня Монголія, Нінся, Шеньсі
19. Lagochilus inebrians Bunge - Таджикистан, Узбекистан, Туркменістан
20. Lagochilus kaschgaricus Rupr. - Казахстан, Киргизстан, Сіньцзян
21. Lagochilus knorringianus Pavlov - Казахстан, Узбекистан, Киргизстан, Таджикистан
22. Lagochilus kschtutensis Knorring - Таджикистан
23. Lagochilus lanatonodus C.Y.Wu & S.J.Hsuan - Сіньцзян
24. Lagochilus leiacanthus Fisch. & C.A.Mey. - Сіньцзян, Казахстан
25. Lagochilus longidentatus Knorring - Казахстан
26. Lagochilus macracanthus Fisch. & C.A.Mey. - Іран
27. Lagochilus nevskii Knorring - Таджикистан, Узбекистан
28. Lagochilus occultiflorus Rupr. - Казахстан, Узбекистан, Киргизстан
29. Lagochilus olgae Kamelin - Узбекистан
30. Lagochilus paulsenii Briq. - Киргизстан, Таджикистан
31. Lagochilus platyacanthus Rupr. - Казахстан, Киргизстан, Сіньцзян,Таджикистан
32. Lagochilus platycalyx Schrenk ex Fisch. & C.A.Mey - Казахстан, Киргизстан, Узбекистан, Таджикистан
33. Lagochilus proskorjakovii Ikramov - Узбекистан
34. Lagochilus pubescens Vved. - Узбекистан, Киргизстан, Таджикистан
35. Lagochilus pulcher Knorring - Казахстан, Киргизстан
36. Lagochilus pungens Schrenk - Казахстан, Сіньцзян, Монголія
37. Lagochilus quadridentatus Jamzad -Іран
38. Lagochilus schugnanicus Knorring - Киргизстан, Таджикистан, Пакистан, Афганістан
39. Lagochilus seravschanicus Knorring - Казахстан, Таджикистан, Узбекистан
40. Lagochilus setulosus Vved. - Казахстан, Узбекистан
41. Lagochilus subhispidus Knorring - Казахстан, Узбекистан
42. Lagochilus taukumensis Tzukerv. - Казахстан
43. Lagochilus turkestanicus Knorring - Узбекистан, Киргизстан, Таджикистан
44. Lagochilus vvedenskyi Kamelin & Tzukerv. - Узбекистан
45. Lagochilus xianjiangensis G.J.Liu - Сіньцзян